# Bert Turner
Herbert Gwyn Turner, född den 19 juni 1909, död den 8 juni 1981, var en walesisk fotbollsspelare som spelade som back för Charlton Athletic. Han var mest känd för att vara den första spelare att ha gjort mål för båda lagen i FA Cup-finalen, vilket han gjorde 1946.

## Fotbollskarriär
Turner föddes i Brithdir i Caerphilly och efter skolan gick han med i Welch Regiment där han hade ett rykte som en allround-idrottsman. När han lämnade armén återvände han till sin födelseort där han gjorde fyra framträdanden för byalaget innan gick till Charlton Athletic.
Han debuterade i Football League Third Division South, med tjugo matcher säsongen 1933–1934, där han hjälpte Charlton slutade femma i tabellen.
På grund av framgången i Charlton fick han debutera i walesiska landslaget den 17 oktober 1936 i en 2–1-seger över England. Detta följdes upp med segrar även över Skottland (2–1) och Irland (4–1) vilket resulterade i en tydlig seger i British Home Championship 1937. Turner gjorde totalt åtta matcher för Wales före andra världskriget, med fem segrar och tre nederlag.
Turner avslutade spelarkarriären 1947 efter en 14 år i Charlton där han spelade 196 matcher. Bortsett från cupfinalmålet var hans enda andra mål för Charlton två straffmål.

## Tränarkarriär
Turner flyttade till Dartford som spelande tränare 1947 och 1950 tillbringade han ett år i Nederländerna för att coacha Dortrecht FC. Han åkte sedan till Sverige där han tränade Malmö FF och Kalmar FF. Störst framgångar hade han med Malmö FF där han vann den svenska dubbeln (Allsvenskan och Svenska cupen) både 1951 och 1953.